# Santa Rosa and San Jacinto Mountains National Monument
Le monument national des Santa Rosa and San Jacinto Mountains (en anglais, Santa Rosa and San Jacinto Mountains National Monument) est un monument national américain désigné comme tel le 24 octobre 2000 par le président des États-Unis Bill Clinton. Il protège 1133 km² de terres dans le comté de Riverside, en Californie, le nord des Peninsular Ranges, à l’ouest de la vallée de Coachella, à environ 100 km au sud-est du centre-ville de Los Angeles.

## Description
Le monument est orienté du nord-ouest au sud-est le long de la large vallée de Coachella, et le terrain s'élève brusquement du niveau de la mer jusqu'à près de 3 400 m. Ces montagnes font partie de la chaîne péninsulaire, qui s'étend de la péninsule de Baja California au Mexique aux monts San Jacinto en Californie. Le pic San Jacinto est le point culminant de la chaîne avec ses 3293 mètres, il possède l’un des escarpements les plus raides d'Amérique du Nord.
Les différences d'altitude, de température et d'humidité donnent lieu à une végétation diversifiée. En tant que limite ouest du désert de Sonora, les versants de l'est sont plus chauds et plus secs, tandis que le côté ouest est affecté par l'océan Pacifique et reçoit davantage de précipitations avec des températures plus fraîches. Il existe plusieurs grandes zones de végétation allant des dunes de sable / champs de sable, du Chaparral et du Mesquite aux zones riveraines de saules et de peupliers, en passant par les forêts d’oasis de palmiers nains et les forêts de pins, sur les plus hautes altitudes.
L'aspect "île" des montagnes San Jacinto et de la chaîne de montagnes Peninsular est un autre facteur qui influence les espèces végétales et animales, l'isolement unique du relief sur trois côtés : l'océan Pacifique à l'ouest, la fosse de Salton / l'environnement désertique à l'est, et le col de San Gorgonio au nord.

## Faune et flore
Les palmeraies de Californie (Washingtonia filifera) sont situées sur des sites d’eau permanents des monts Santa Rosa et San Jacinto. Le palmier cendré est une espèce relique, bien que ne figurant pas dans la loi sur les espèces en voie de disparition. Les plantes associées dans les oasis comprennent le mesquite au miel (Prosopis glandulosa), la mauvaise herbe des flèches et l’herbe des chevreuils.
Des deux côtés de la montagne, la forêt de conifères montagnarde se situe entre 1 700 et 2 700 m d'altitude. La végétation dans cette zone comprend le pin de Jeffrey, le pin ponderosa, le cèdre de l'encens et le pin à sucre.
Parmi les plantes rares dans le monument national figurent les bluecurls du lac caché ( Trichostema austromontanum ssp. Compactum), une plante inscrite à la liste du gouvernement fédéral comme étant menacée en 1998 et trouvée sur un seul site de mares. D'autres incluent le chêne de Nuttall récurrent, la verveine du sable du désert et le sarrasin sauvage en voie de disparition .
Il existe dix-neuf espèces endémiques dans le parc. Ces espèces sont limitées à une petite zone géographique qui les rend vulnérables aux perturbations de l'habitat. 
Le Bureau of Land Management (parc de gestion des terres) a répertorié huit espèces d'animaux dans le monument comme étant en voie de disparition, menacées ou rares. Parmi ceux-ci, tous sauf un sont inscrits sur la liste fédérale, le boa caoutchouc du sud étant classé sur la liste des espèces menacées. Outre le mouflon d'Amérique et la tortue du désert, le lézard à franges de la vallée de la Coachella, l'écureuil terrestre à queue ronde et le moucherolle du sud-ouest font partie de ces espèces protégées.
De nombreuses espèces de flore et de faune au sein du monument national sont des espèces menacées ou en voie de disparition inscrites à la liste des États et du gouvernement fédéral, y compris le mouton bighorn péninsulaire (Ovis canadensis cremnobates), une sous-espèce endémique de la chaîne péninsulaire.

## Indiens
Les Indiens Cahuillas possèdent une superficie importante à l’intérieur du monument, participent à la gestion des lieux et ont des sites culturels historiques et des intérêts dans les montagnes.

## Galerie

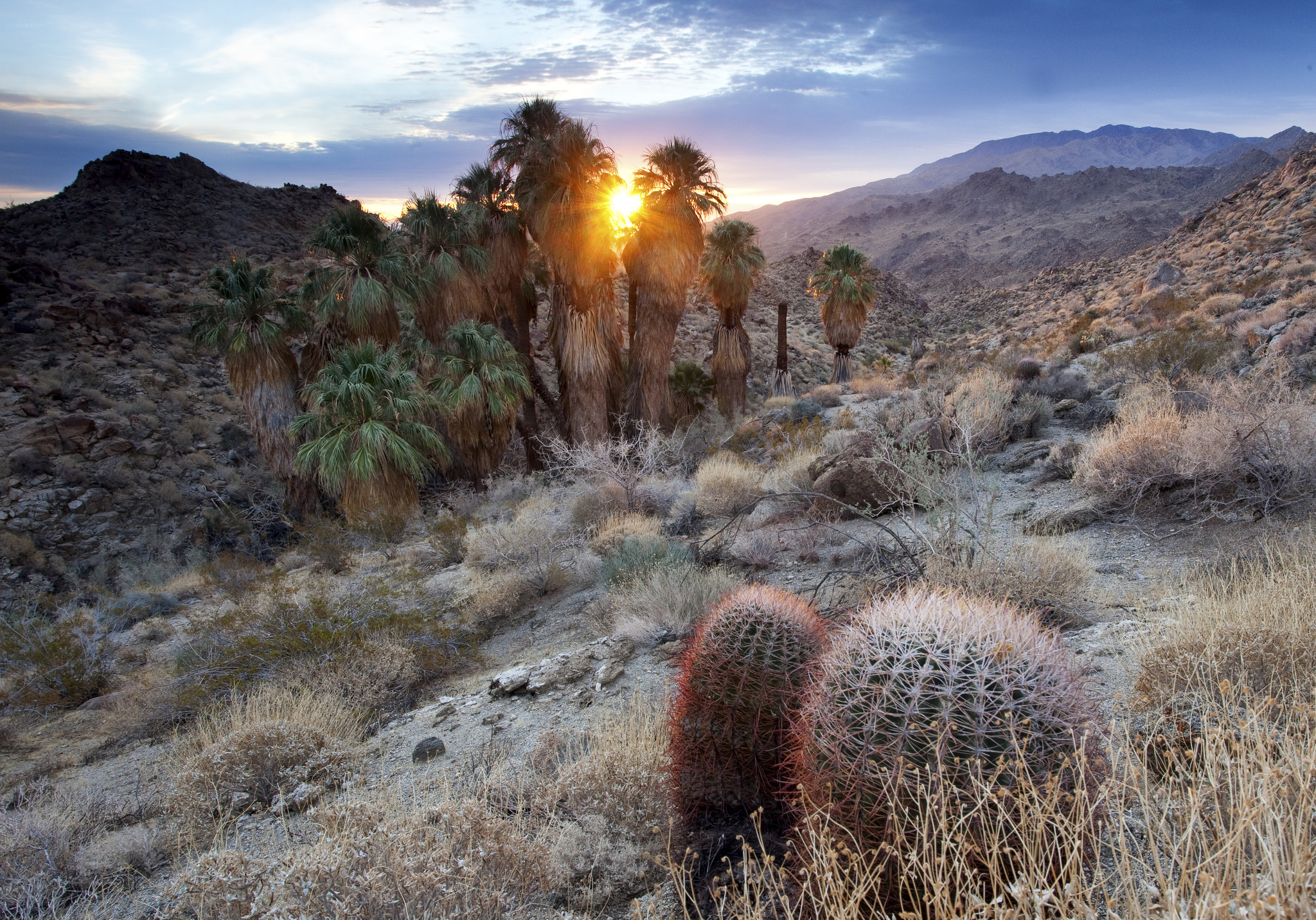
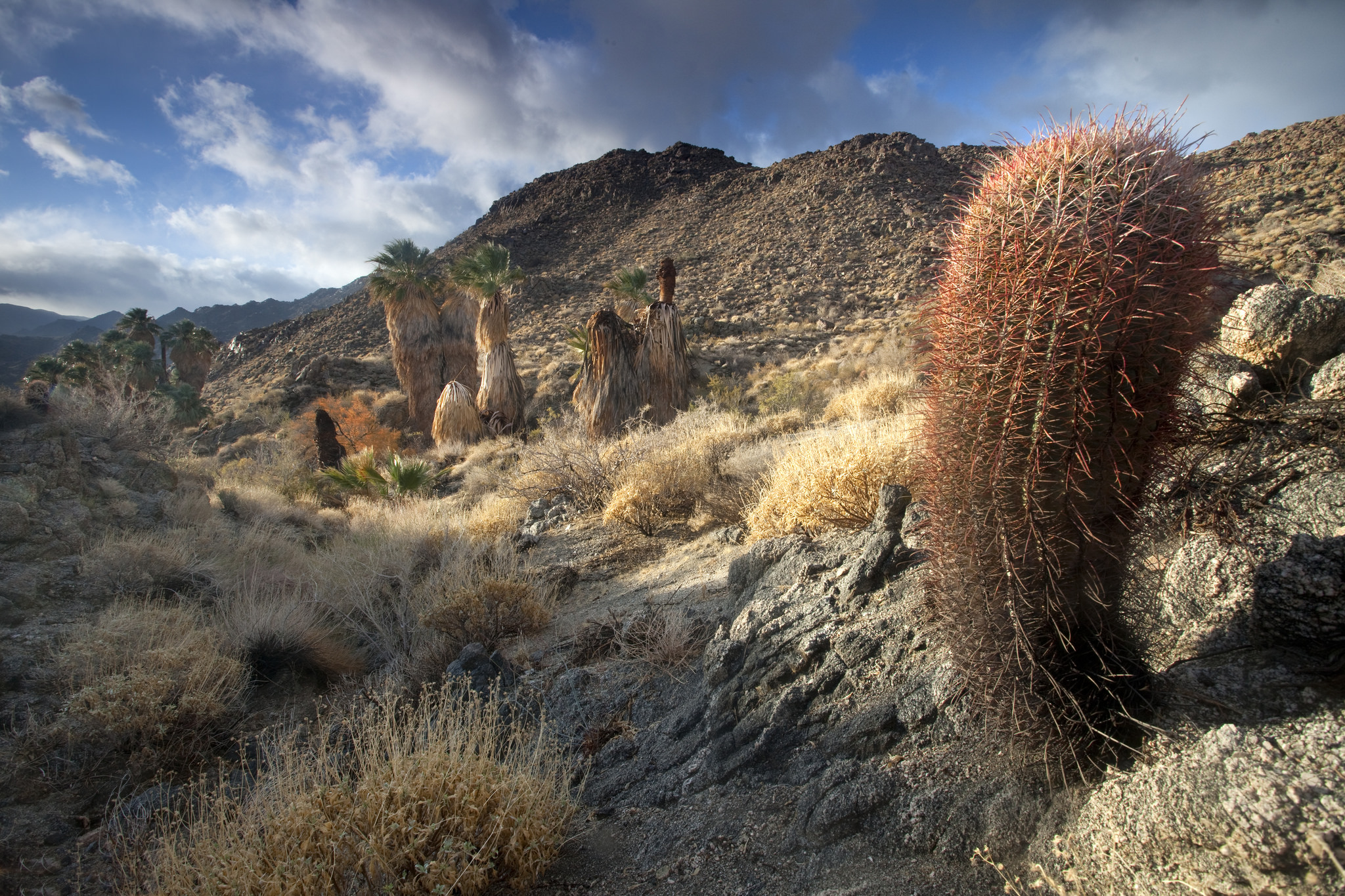
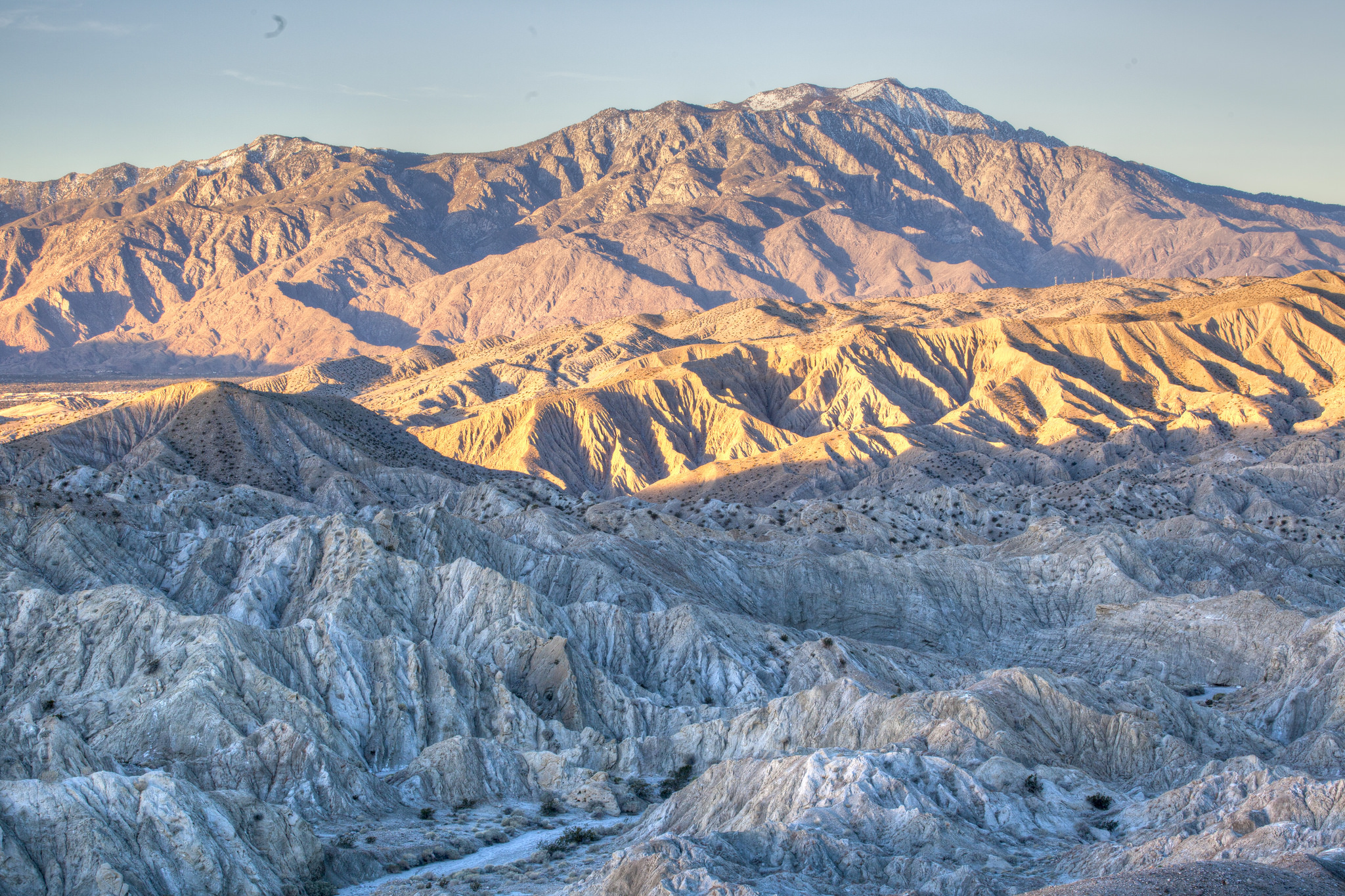
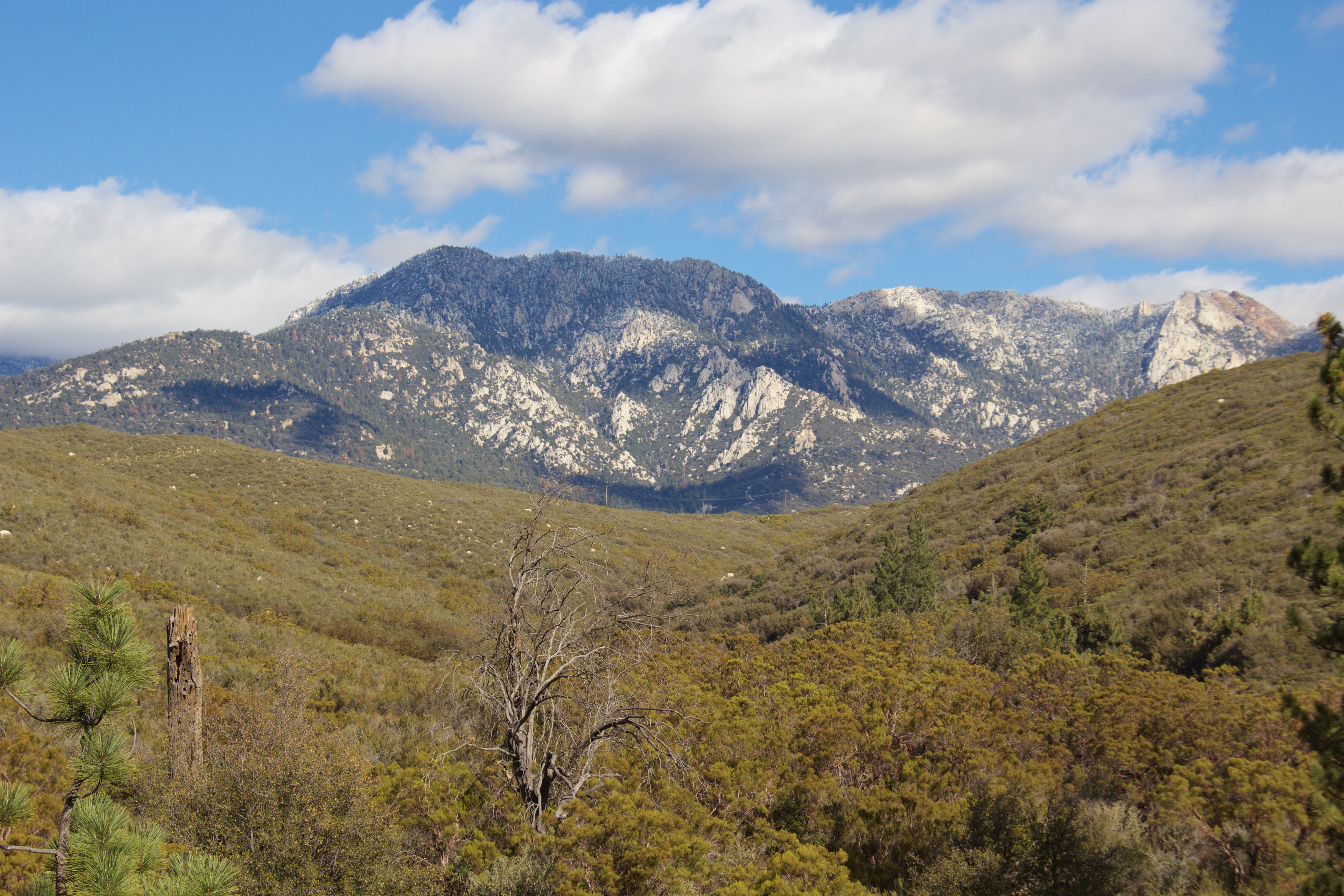
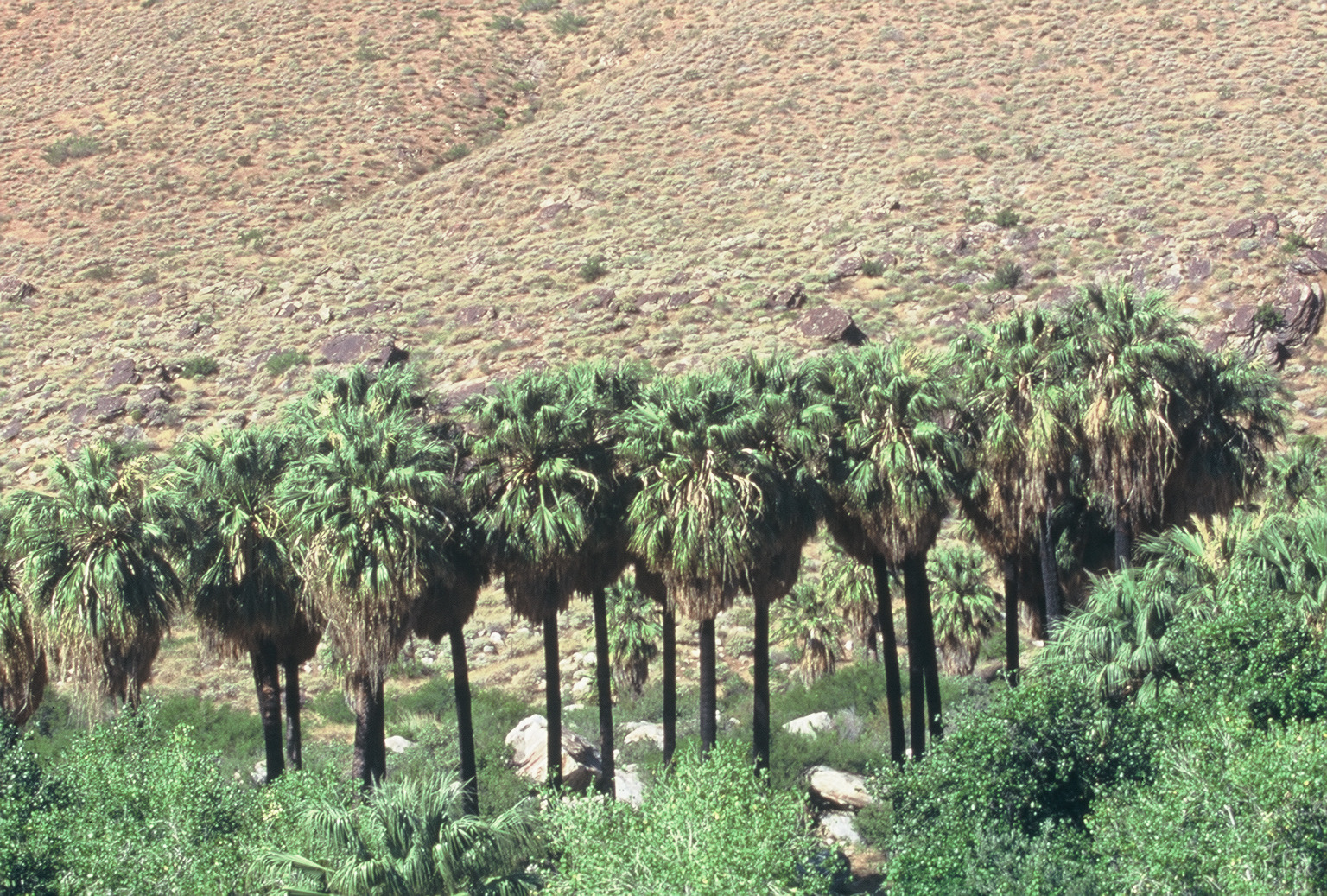